# Strážske
Strážske – miasto we wschodniej Słowacji, w kraju koszyckim, w powiecie Michalovce. W 2011 roku liczyło około 4,4 tysiąca mieszkańców.

## Położenie
Miasto położone jest na samym końcu długiej i wąskiej wypustki Niziny Wschodniosłowackiej, którą sięga ona daleko na północ w górę doliny Laborca i zwanej dlatego Laborecką Niwą. Leży ok. 15 km na północny zachód od Michałowiec i ok. 9 km na południowy zachód od Humennégo. Zabudowania zwartego centrum miasta znajdują się po prawej stronie biegu Laborca, oddalone od niego o ok. 1 km.
Przez miasto wzdłuż doliny Laborca biegnie ważna droga krajowa z Humennego na północy (nr 74) do Michałowiec na południu (nr 18). Nieco na zachód od centrum miasta przebiega linia kolejowa z Koszyc przez Trebišov do Medzilaborców.

## Historia
Tereny dzisiejszego miasta były zamieszkane przez człowieka już w paleolicie. Badania archeologiczne potwierdziły również występowanie mogił z wczesnej epoki brązu oraz istnienie słowiańskiego osadnictwa z VII-XII w. Jako wieś Strážske wspominane było po raz pierwszy w 1337 r., kiedy to należało do „państwa” feudalnego z siedzibą w Michałowcach. Od 1451 r. należała do różnych rodzin szlacheckich. Nazwa nawiązuje do strażniczych funkcji wsi lub jej mieszkańców, na co wskazywałby herb miejscowości z dwoma skrzyżowanymi halabardami. Obecnie w skład miasta wchodzą również samodzielne dawniej wsie: Krivošťany, położone na lewym brzegu Laborca i wzmiankowane po raz pierwszy w 1418 r. oraz Pláne, leżące na zachód od centrum miasta, odnotowane w 1787 r.
Do II wojny światowej ludność zajmowała się rolnictwem, handlem i rzemiosłem. Dopiero w II połowie XX w. powstały tu duże zakłady chemii organicznej „Chemko”, w których aż do 1984 r. produkowane były m.in. groźne dla środowiska polichlorowane bifenyle. W 2011 r. została uruchomiona walcownia stali SLOVAKIA STEEL MILLS.

## Zabytki
W mieście znajdują się klasycystyczne kościoły: greckokatolicki z 1794 r. oraz rzymskokatolicki p.w. Wniebowstąpienia Pana z lat 1808-1840 r. W dzielnicy Krivošťany kapliczka z 1816 r. Na prawym brzegu Laborca secesyjny pałac (słow. kaštieľ) z 1902 r., z przyległym parkiem, w którym rosną liczne stare okazy drzew: topoli, buków, wierzb, wiązów, jaworów i orzechów czarnych.